# حليمة يعقوب
حليمة يعقوب (جاوي: حاليمة بنت ياچوب؛ وُلدت في 23 أغسطس 1954) سياسية سنغافورية، من أصول هندية من ناحية أبيها وملايوية من ناحية أمها. الرئيسة السابقة لدولة سنغافورة، عضوة في حزب العمل الشعبي (PAP)، رئيسة البرلمان في الفترة ما بين يناير 2013 إلى أغسطس 2017. في الفترة ما بين عام 2001 إلى عام 2015، كانت عضوة في البرلمان ممثلة مجموعة جورونغ. بينما مثلت مجموعة مارسينغ-يو في الفترة ما بين عام 2015 إلى عام 2017.
في 7 أغسطس 2017، استقالت من مناصبها كرئيسة للبرلمان وكعضوة فيه ومن عضويتها في حزب العمل الشعبي (PAP) لتستطيع الترشح لمنصب رئيس سنغافورة في إنتخابات عام 2017. في 13 سبتمبر 2017، تم إعلان فوزها في الانتخابات الرئاسية كمرشح أوحد بعد عدم ترشح أي مرشح كفء. لتقسم بيمين الولاء في اليوم التالي، لتصبح بذلك أول رئيسة أنثى في تاريخ البلاد.

## السيرة الذاتية

### النشأة والتعليم
ولدت حليمة يعقوب من أب له أصول هندية وأم ذات أصول ملايوية. عمل والدها حارسا وتوفي بعد إصابته بنوبة قلبية وهي ما تزال في سن الثامنه تاركا عبء الإسرة وتربيه حليمة إلى أمها فقط. ساعدت حليمة أمها وبدأت ببيع ناسي بادانج خارج كلية سنغافورة التقنية السابقة (الآن مبنى بيست واي) على طول طريق الأمير إدوارد.
إلتحقت حليمة بمدرسة سنغافورة الصينية للبنات، مدرسة تان جونك كاتونج للبنات، قبل أن يتم قبولها في جامعة سنغافورة الوطنية حيث إنهت شهادة بكالوريوس الحقوق في عام 1978. تم إستدعائها لتنضم إلى سنغافورة بار في عام 1981. في عام 2001، أنهت حليمة ماجستير القانون من جامعة سنغافورة الوطنية.
في 7 يوليو 2016، تم تكريم حليمة يعقوب من قبل الجامعة حيث حصلت على درجة الدكتوراه الفخرية.

### الحياة العلمية
عملت حليمة يعقوب كضابطة قانونية في مؤتمر اتحاد التجارة الوطنية، نجحت في أن تصبح مديرة الفرع القانوني في عام 1992. في عام 1999، تم تعينها كرئيسة معهد سنغافورة للدراسات للحرية (يعرف المعهد الآن باسم أونج تينج تشونج لدراسات الحرية).

### الحياة السياسية
دخلت حليمة عالم السياسة في عام 2001 عندما تم اختيارها لدخول البرلمان لتمثل مجموعة جورونغ. بعد الانتخابات العامة لعام 2011، تم اختيارها حليمة لشغل منصب وزيرة تنمية المجتمع، وزيرة الشباب، وزيرة الرياضة. عقب التعديل الوزاري، في نوفمبر 2012، أصبحت حليمة يعقوب وزيرة الأسرة والتضامن الاجتماعي.
في يناير 2015، شغلت حليمة منصب رئيس حزب العمل الشعبي (PAP)، المنصب الأعلى داخل الحزب. في الانتخابات التشريعية السنغافورية 2015، كانت حليمة هي المرشحة الوحيدة لحزب العمل الشعبي.
كونت حليمة جبهه معارضة قوية ضد الإسلام الريدكالي، لتكون منصة وصوت نشط ضد قيام تنظيم الدولة الإسلامية في العراق والشام (داعش).

#### المتحدثة الرسمية باسم البرلمان
في 8 يناير 2013، إختار رئيس الوزراء لي هسين لونغ حليمة يعقوب لتكون خليفة للمتحدث الرسمي مايكل بالمر نظرا تقديمة إستقالتة بعد الكشف عن علاقاته الغرامية. تم اختيار حليمة لتكون المتحدثة في 14 يناير 2014، لتصبح بذلك هي أول إمراة تشغل هذا المنصب في تاريخ سنغافورة.

### إتفاقية التجارة المشتركة
خدمت حليمة في مجلس التجارة المشترك (NTUC) كمديرة للمجلس قسم الخدمات القانونيه وتطوير المرأة كما عملت مديرة قسم المرأة. كما عملت في قسم تطوير المرأة. كما خدمت كسكرتيرة لإتحاد عمال مصانع الأدوات الكهربائية والإلكترونية.
تم انتخاب حليمة في منصب المدير المساعد لمنظمة العمل الدولية (ILC) في جينيف من عام 2000 إلى عام 2002 وفي عام 2005. في عام 2003 وعام 2004، كانت هي المتحدثة الرسمية للمنظمة (ILC) فرع تطوير وتنمية الإنسان.

### الانتخابات الرئاسية لعام 2017
في 6 أغسطس 2017، أعلنت حليمة عن نيتها لترك منصب المتحدث الرسمي باسم البرلمان. في اليوم التالي لتستطيع خوض الانتخابات الرئاسية لسنغافورة في عام 2017. كانت الانتخابات مقتصرة على أعضاء المجتمع المالي. كانت لحليمة شهرة كبيرة كمرشحة حزب العمل الشعبي، كما قام رئيس الوزراء لي هسين لونغ بدعمها.
في 25 أغسطس 2017، أطلقت حليمة حملتها الانتخابية الرسمية على مواقع الإنترنت ومواقع التواصل الإجتماعي. إختارت أن يكون شعار حملتها هو:
"قم بها جيدا، قم بها معنا"
قوبل الشعار بالعديد من الانتقادات والسخرية لضعف صيغته النحوية الأمر الذي أجبر حليمة على الدفاع عن شعارها مبررة بأنها كانت تريد أن يكون الشعار ذا صيحة. يرى المعارضين أن حليمة قد إخترقت قوانين الانتخابات حيث قامت بنشر حملتها في يوم اختيار المرشح.
كما صرح المعارضين أن هناك علاقة بين حليمة وبين حزب العمل الشعبي وأن السياسة قد تدخلت في مجرى الانتخابات وإحتجوا بذلك على أن حليمة لم تترك الحزب إلا قبل شهر واحد من خوضها الانتخابات. دافعت حليمة عن نفسها بعقدها مقارنة بينها وبين الرئيس السابق أونج تنغ تشيونغ والذي كان أيضا عضوا في حزب العمل الشعبي قبل أن يخوض الانتخابات.
هاجم كالفن شينج حليمة واصفا إياها بأنها لا تمتلك الخبرة المهنية الكافية للتعامل مع المشاكل والأزمات الاقتصادية. وفقا لموقع بابللك هاوس، تم تقدير ميزانيتها بأكثر من 40 مليون دولار وهي ميزانية قليلة جدا بالنسبة لمرشح خاص والتي قد تصل ميزانيته إلى 500 مليون دولار.
سبب كون حليمة المرشحة الوحيدة إلى التشكيك في قدراتها. حليمة هي الرئيسة الثامنه لسنغافورة. كتب الدكتور تان تشينج بوك قائلا:
"ستشغل حليمة الفترة الرئاسية الأكثر جدلا في تاريخ سنغافورة".

### الحياة الشخصية
حليمة متزوجة من محمد عبد الله الحبشي، ماليزي من أصل عربي، رزق الثنائي بخمسه أطفال، يعيش الثنائي في منزل من طابقي في بوشين. يتكون الطابق الأول من 5 غرف والثاني من 4 غرف.
تعتنق حليمة الإسلام كديانة.

## الجوائز
تكريما لحليمة على مجمل مساهمتها حيث حصلت على:
- لقب مرآة العام في عام 2001.
- جائزة عالم المرأة في عام 2003.
- جائزة الوعي في عام 2011.
- إنضمت حليمة إلى قاعة مشاهير السنغافوريين في عام 2014.

## وصلات خارجية
- حليمة يعقوب على موقع مونزينجر (الألمانية)

فيديوهات
- نبذة عن حليمة يعقوب
- حليمة يعقوب تستضيف أمير قطر

| المناصب السياسية | المناصب السياسية                       | المناصب السياسية  |
| ---------------- | -------------------------------------- | ----------------- |
| سبقه مايكل بالمر | المتحدث الرسمي بإسم البرلمان 2013–2017 | تبعه تان شوان-جين |
| سبقه توني تان    | رئيس سنغافورة 2017–حتى الآن            | الحالي            |